# Aberin
Aberin es un municipio español de la Comunidad Foral de Navarra, situado en la merindad de Estella, en la comarca de Estella Oriental y a 50 km de la capital de la comunidad, Pamplona. Su población en 2024 fue de 383 habitantes (INE).

## Historia
El abad del Monasterio de Irache intentó (1072) repoblar el monasteriolo de San Pedro. La villa, donde el Monasterio de Leyre tenía también bienes a comienzos del siglo XII, fue donada (1177) por Sancho VI de Navarra a los Templarios. Revirtió luego (1312-1313) a los Caballeros Hospitalarios, los cuales adquirieron además por permuta (1351) las “cuartas” episcopales.
Aberin fue fortificado por los Caballeros templarios. Por eso la iglesia de San Juan tiene una torre fortaleza, y según recientes investigaciones hay trazas de hasta cinco aterrazamientos, murallas con torres defensivas y una calzada de acceso. En el cercano Caserío de Echávarri hubo una encomienda de los templarios con convento. Los cruzados eligieron el emplazamiento por su privilegiada situación respecto a la intersección entre el corredor natural Pamplona-Logroño, sobre el cual discurre igualmente el Camino de Santiago francés, con la vía que desde Estellaaccede a la Ribera estellesa, vía que, al mismo tiempo, servía de cañada agropecuaria. El acceso, además, a las vegas del río Ega era otro elemento determinante.
La historiadora Idoia Estornés Zubizarreta señala que en 1728, el Real Consejo ordenó a la Diputación del Reino de Navarra que guardara a la orden de San Juan todas sus exenciones y privilegios, y no cobrara repartimientos a los comendadores, caseros y colones de Aberin y otros lugares[cita requerida].
En el antiguo régimen Aberin formaba parte del valle de la Solana, que celebraba sus juntas en Morentin. En 1945, se disolvió el valle y cada uno de los pueblos que lo formaban constituyó un municipio distinto, salvo Aberin, Arinzano, Echávarri y Muniáin que formaron uno solo; también Baigorri se incorporó a este municipio, pero en 1852 pasó a la jurisdicción Oteiza de la Solana.

## Símbolos

### Escudo
Cortado: 1.º de oro y un roble de sínople. 2.º de azur y un león pasante de plata. Este blasón es una mezcla de los sellos de la alcaldía (el árbol) y de los ayuntamientos pedáneos (el león).

## Geografía
El municipio está formado por los lugares de Muniáin de la Solana y Aberin, y los caseríos de Arínzano y Caserío de Echávarri. Aunque Aberin da el nombre al municipio, en Muniáin vive casi el 80 % de la población y se halla el ayuntamiento.
Limita al N con Estella y Villatuerta, al E con Oteiza, al S con Oteiza y Morentin y al O con Ayegui y Dicastillo.
En su territorio pueden diferenciarse tres áreas geomorfológicas distintas formadas por rocas detríticas (conglomerados, areniscas, arcillas) oligo-miocénicas: una montañosa al O, que culmina en Montejurra a 1044 m; otra formada por colinas (Santa Bárbara y Alto de los Canteros) de 550-600 m de altitud, al E; y el resto más o menos llano recorrido de N a S por el Ega (400-450 m).

## Demografía
Aberin cuenta con una población de 383 habitantes (INE 2024).
| Gráfica de evolución demográfica de Aberin entre 1842 y 2021 |
| |
| Población de derecho según los censos de población del INE Población de hecho según los censos de población del INEEntre el censo de 1857 y el anterior, crece el término del municipio porque incorpora a 315081 (Muniain de la Solana) |

## Administración y política
| Partido político                              | 2015  | 2015       | 2011  | 2011       | 2007  | 2007       | 2003  | 2003       | 1999 | 1999       | 1995 | 1995       | 1991  | 1991       |
| Partido político                              | %     | Concejales | %     | Concejales | %     | Concejales | %     | Concejales | %    | Concejales | %    | Concejales | %     | Concejales |
| Agrupación Independiente La Solana (AIS)      | 85,71 | 7          | 82,14 | 2          | —     | —          | 34,89 | 3          | —    | —          | 100  | 7          | 89,03 | 7          |
| Agrupación Independiente Montejurra (AIM)     | —     | —          | —     | —          | 74,71 | 7          | 42,98 | 3          | —    | —          | —    | —          | —     | —          |
| Agrupación Independiente San Sebastián (AISS) | —     | —          | —     | —          | —     | —          | 20,43 | 1          | —    | —          | —    | —          | —     | —          |

| Mandato   | Nombre del alcalde                 | Partido político                        |
| --------- | ---------------------------------- | --------------------------------------- |
| 2007-2011 | Luis Enrique Aguilar Lizarraga     | Agrupación Independiente de Montejurra  |
| 2011-2015 | David Arnedillo Urricelqui         | CILS                                    |
| 2015-2019 | Francisco Javier Fernández Velasco | Agrupación Independiente Aberin-Muniain |
| 2019-2023 | Francisco Javier Fernández Velasco | Agrupación Independiente Aberin-Muniain |
| 2023      | Francisco Javier Fernández Velasco | Agrupación Independiente Aberin-Muniain |

## Cultura

### Patrimonio

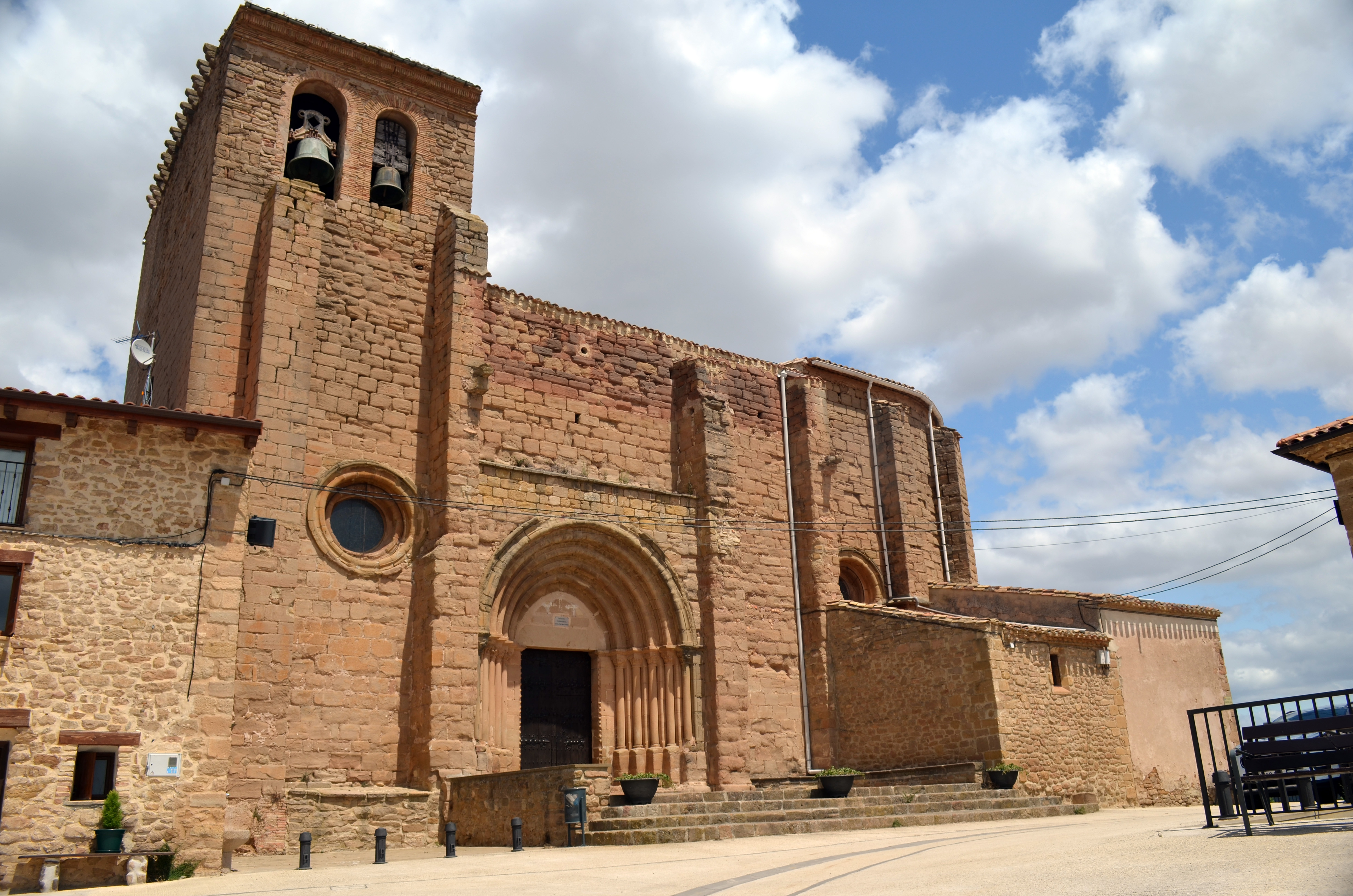
Iglesia de San Juan Bautista

#### Monumentos religiosos
- La parroquia de San Juan Bautista, edificio románico tardío, se debió de construir a partir de 1177, una vez que Sancho VI el Sabio donó el lugar a los caballeros del Temple. Conserva íntegramente sus estructuras primitivas. La iglesia se reduce a una nave única de cuatro tramos, terminada en un ábside semicircular. Los muros tienen medias columnas adosadas con doble pedestal cuadrado, base circular y capiteles de pencas, piñas y bolas, en relación con el arte cisterciense. En el ábside se abren tres ventanas de medio punto abocinadas con columnillas de capiteles decorados por motivos vegetales esquemáticos. La nave está cubierta por una bóveda de medio cañón apuntado con los tramos marcados por arcos fajones que descargan directamente sobre las columnas. A los pies del templo se levanta una torre prismática, rematada en uno de sus frentes por modillones. La portada, que se abre al lado de la Epístola, es de esquema apuntado y abocinada con cinco arquivoltas, todas ellas sobre columnas acodilladas de capiteles variados, en los que aparecen sirenas, leones, aves, cabezas, jinetes, una escena de lucha y la Anunciación. Los capiteles de las ventanas del ábside también están decorados, en este caso con arpías, dragón, guerreros y motivos vegetales. Dentro de la iglesia se venera una talla gótica de San Juan Bautista de estilo hispano-flamenco de finales del siglo XV o comienzos del XVI, aunque fue reformada en el XIX. En la sacristía se conservan lienzos de estilo manierista con incipientes estudios tenebristas que pertenecieron al retablo mayor, del primer tercio del XVII y que narran historias del titular de la parroquia. Con ésta forma conjunto un recinto fortificado rectangular con muros de grandes sillares del que sobresalen torreones circulares en los extremos opuestos a la iglesia.[1]
- Parroquia de Nuestra Señora de la Asunción (Muniáin de la Solana), construido en el siglo XVI y con reformas y ampliaciones de los siglos XVII y XVIII.
- Ermita de San Sebastián
- Ermita de San Ramón Nonato
- Ermita del Calvario, en el camino a Oteiza, de origen medieval, está en la actualidad muy modificada. Tiene una nave rectangular cubierta por bóveda de medio cañón con potente arco fajón central, más una cabecera de planta cuadrara con bóveda de aristas construida en 1926. Los muros exteriores son de sillarejo. Se halla en el presbiterio un lienzo del Calvario, con Cristo, la Dolorosa y San Juan (130 x 85 cm) del siglo XVII, en muy mal estado.

#### Monumentos civiles
- Fuente vieja
- Puente medieval
- En la parte baja del pueblo se sitúan diversas casas señoriales con escudos; destacan las que asoman a la plaza de los Fueros, donde existe una del siglo XVI enriquecida por blasones de diferentes épocas. En una de ellas se guarda un lienzo de Juan Correa datado hacia 1700 dedicado a Nuestra Señora de los Remedios.

### Deporte
El deporte que predomina en el municipio es el fútbol aunque también son populares otros deportes relacionados con el frontón, la pesca y la caza deportiva, y se organizan competiciones en el municipio dependiente de Muniáin de trial, de bicicleta de montaña (puntuable para el Open Diario de Navarra), etc.
En la localidad hubo en la década de los 1990 un club de fútbol con el nombre de Sólanes, que jugó en las divisiones bajas de Navarra. Actualmente muchos vecinos de la localidad juegan integrados en varios equipos de la liga de futbito de Tierra Estella.

### Fiestas
En Aberin la fiesta importante se celebra a finales del mes de agosto. En Muniáin se celebran alrededor del día 15 de agosto las fiestas grandes, y alrededor del 20 de enero las fiestas pequeñas, en las que es tradicional subir al monte y asar chorizo y carne en la ermita de San Sebastián.
Se celebra una romería anual el día de San Isidro a la ermita de San Cipriano de Ayegui, en la cumbre de Montejurra.